# تركيبة جسم الإنسان

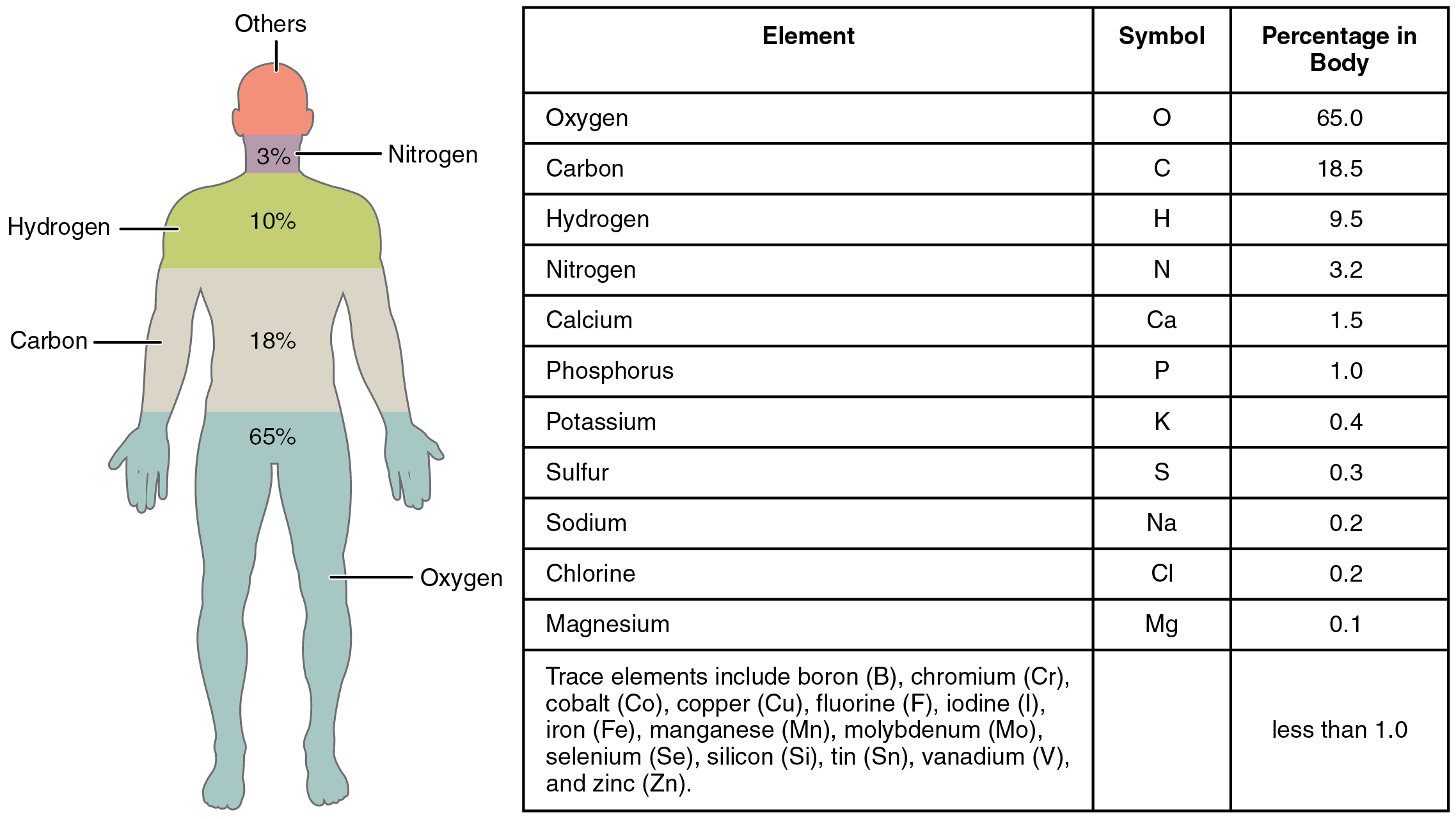
عرض العناصر الرئيسية التي تشكل جسم الإنسان من أكثر وفرة إلى الأقل وفرة (بالكتلة، وليس بواسطة جزء من الذرات).

يمكن تحليل التركيبة المكونة لجسم الإنسان حسب النوع الجزيئي مثل الماء، البروتين، النسيج الضام، الدهون (أو ليبيدات)، هيدروكسيل أباتيت (في العظام)، الكربوهيدرات (مثل الغلايكوجين والجلوكوز) والحمض النووي.
من حيث نوع الأنسجة، يمكن تحليل جسم الإنسان بناء على الماء والدهون والعضلات والعظام. أما من ناحية نوع الخلية، فيحتوي الجسم على مئات الأنواع المختلفة من الخلايا، ولكن يبقى أكبر عدد من الخلايا الموجودة في جسم الإنسان (وإن لم يكن أكبر كتلة من الخلايا) هي البكتيريا المقيمة في الجهاز الهضمي البشري الطبيعي.

## العناصر

خطاطة دائرية توضح تكوين الجسم البشري النموذجي حسب النسبة المئوية من الكتلة (percent of mass) والتركيب الذري (atomic percent).

تتكون كتلة جسم الإنسان مما يقرب من ٪99 من ستة عناصر وهي : الأكسجين، الكربون،الهيدروجين، النيتروجين، الكالسيوم والفوسفور. وفقط حوالي ٪0.85 من خمسة عناصر أخرى وهي : البوتاسيوم، الكبريت، الصوديوم، الكلور والمغنيسيوم. كل هذه العناصر 11 تعد ضرورية للحياة. أما العناصر المتبقية فهي العناصر النزرة، والتي يعتقد أنها أدلة كافية لتكون ضرورية للحياة. لا تشكل الكتلة الإجمالية للعناصر النزرة الموجودة (أقل من 10 غرامات للجسم البشري) كتلة الجسم من المغنيسيوم، الذي يعد الأقل شيوعًا بين العناصر النزرة الـ11.

### العناصر الأخرى
ليست كل العناصر الموجودة في جسم الإنسان بكميات ضئيلة تلعب دورًا في حياته. إذ يعتقد أن بعض هذه العناصر عبارة عن ملوثات بسيطة دون وظيفة (مثل السيزيوم، والتيتانيوم)، في حين يعتقد أن العديد من العناصر الأخرى عبارة عن مواد نشطة لكن سامة بحسب كميتها (مثل الكادميوم والزئبق والإشعاع). وعليه تبقى الجدوى المحتملة وسمية بعض العناصر على المستويات الطبيعية المتواجدة عادة داخل الجسم (مثل الألمنيوم) موضع نقاش.
اقترح الباحثون أن باحتمال وجود وظائف لكميات الكادميوم والرصاص الضئيلة في الجسم، على الرغم من أنها تكاد تكون سميّة بكميات أكبر بكثير من تلك الموجودة عادةً في الجسم. فمثلًا هناك أدلة على أن الزرنيخ، وهو عنصر يعتبر عادة مادة سامة إذا وجد بكميات أعلى لكنه ضروري في عناصر التتبع الثانوية لدى الثدييات مثل الجرذان، الهامستر، والماعز. ومن المحتمل أن بعض الثدييات تحتاج أيضًا إلى جرعات أصغر بكثير من عناصر التتبع الثانوية مثل (السيليكون، البورون، النيكل، الفاناديوم). كما يُستخدم البروم بكثافة من قبل بعض الكائنات الحية الدقيقة والانتهازية في الخلايا الحمضية لدى البشر. إذ كشفت دراسة أن عنصر البروم ضروري لتصنيع الكولاجين الرابع عند الإنسان. فيما يستخدم الفلور لدى عدد من النباتات لتصنيع السموم، فإنه يلعب دور عامل التصليب المحلي داخل جسم الإنسان من خلال حمايته من تسوس الأسنان وتقسية مينا الأسنان.

### قائمة التكوين الأساسي
| العدد | العنصر    | جزء من الكتلة | الكتلة (كغ) | نسبة ذرية | الضرورة عند البشر                                                                             | الآثار السلبية للفائض                         | مجموعة (جدول دوري) |
| ----- | --------- | ------------- | ----------- | --------- | --------------------------------------------------------------------------------------------- | --------------------------------------------- | ------------------ |
| 8     | أكسجين    | 0.65          | 43          | 24        | نعم (مثلا الماء، متقبل الإلكترون)                                                             | أنواع الأكسجين التفاعلية                      | 16                 |
| 6     | كربون     | 0.18          | 16          | 12        | نعم (مركبات عضوية)                                                                            |                                               | 14                 |
| 1     | هيدروجين  | 0.10          | 7           | 62        | نعم (متلا. ماء)                                                                               |                                               | 1                  |
| 7     | نيتروجين  | 0.03          | 1.8         | 1.1       | نعم (متلا. حمض نووي ريبوزي منقوص الأكسجين وحمض أميني)                                         |                                               | 15                 |
| 20    | كالسيوم   | 0.014         | 1.0         | 0.22      | نعم (متلا. كالموديولين وهيدروكسيل أباتيت في العظام)                                           |                                               | 2                  |
| 15    | فسفور     | 0.011         | 0.78        | 0.22      | نعم (متلا. حمض نووي ريبوزي منقوص الأكسجين وفسفرة)                                             | الفسفور التآكلي شديد السمية                   | 15                 |
| 19    | بوتاسيوم  | 2.0×10−3      | 0.14        | 0.033     | نعم (متلا. Na+/K+-ATPase)                                                                     |                                               | 1                  |
| 16    | كبريت     | 2.5×10−3      | 0.14        | 0.038     | نعم (متلا. سيستئين، ميثيونين، بيوتين، فيتامين ب1)                                             |                                               | 16                 |
| 11    | صوديوم    | 1.5×10−3      | 0.10        | 0.037     | نعم (متلا Na+/K+-ATPase)                                                                      |                                               | 1                  |
| 17    | كلور      | 1.5×10−3      | 0.095       | 0.024     | نعم (متلا Cl-transporting ATPase)                                                             |                                               | 17                 |
| 12    | مغنسيوم   | 500×10−6      | 0.019       | 0.0070    | نعم (متلا ملزمة لأدينوسين ثلاثي الفوسفات)                                                     |                                               | 2                  |
| 26    | حديد*     | 60×10−6       | 0.0042      | 0.00067   | نعم (متلا . هيموغلوبين، سيتوكروم)                                                             |                                               | 8                  |
| 9     | فلور      | 37×10−6       | 0.0026      | 0.0012    | نعم (أستراليا، نيوزيلند), لا (الولايات المتحدة، الاتحاد الأوروبي), يمكن(منظمة الصحة العالمية) | سامة إذا كانت بكميات أعلى                     | 17                 |
| 30    | زنك       | 32×10−6       | 0.0023      | 0.00031   | نعم (متلا بروتين أصبع الزنك)                                                                  |                                               | 12                 |
| 14    | سيليكون   | 20×10−6       | 0.0010      | 0.0058    | البعض منه                                                                                     |                                               | 14                 |
| 37    | روبيديوم  | 4.6×10−6      | 0.00068     | 0.000033  | لا                                                                                            |                                               | 1                  |
| 38    | سترونتيوم | 4.6×10−6      | 0.00032     | 0.000033  | ——                                                                                            |                                               | 2                  |
| 35    | بروم      | 2.9×10−6      | 0.00026     | 0.000030  | ——                                                                                            |                                               | 17                 |
| 82    | رصاص      | 1.7×10−6      | 0.00012     | 0.0000045 | لا                                                                                            | سام                                           | 14                 |
| 29    | نحاس      | 1×10−6        | 0.000072    | 0.0000104 | نعم (متلا بروتين النحاس)                                                                      |                                               | 11                 |
| 13    | ألومنيوم  | 870×10−9      | 0.000060    | 0.000015  | لا                                                                                            |                                               | 13                 |
| 48    | كادميوم   | 720×10−9      | 0.000050    | 0.0000045 | لا                                                                                            | سام                                           | 12                 |
| 58    | سيريوم    | 570×10−9      | 0.000040    |           | لا                                                                                            |                                               |                    |
| 56    | باريوم    | 310×10−9      | 0.000022    | 0.0000012 | لا                                                                                            | سام إذا كان بكميات أعلى                       | 2                  |
| 50    | قصدير     | 240×10−9      | 0.000020    | 6.0×10−7  | لا                                                                                            |                                               | 14                 |
| 53    | يود       | 160×10−9      | 0.000020    | 7.5×10−7  | نعم (متلا هرمونات الغدة الدرقية، ثلاثي يود الثيرونين)                                         |                                               | 17                 |
| 22    | تيتانيوم  | 130×10−9      | 0.000020    |           | لا                                                                                            |                                               | 4                  |
| 5     | بورون     | 690×10−9      | 0.000018    | 0.0000030 | محتمل                                                                                         |                                               | 13                 |
| 34    | سيلينيوم  | 190×10−9      | 0.000015    | 4.5×10−8  | نعم                                                                                           | سام إذا كان بكميات أعلى                       | 16                 |
| 28    | نيكل      | 140×10−9      | 0.000015    | 0.0000015 | محتمل                                                                                         | سام إذا كان بكميات أعلى                       | 10                 |
| 24    | كروم      | 24×10−9       | 0.000014    | 8.9×10−8  | نعم                                                                                           |                                               | 6                  |
| 25    | منغنيز    | 170×10−9      | 0.000012    | 0.0000015 | نعم (متلا سوبر أكسيد ديسميوتاز 2)                                                             |                                               | 7                  |
| 33    | زرنيخ     | 260×10−9      | 0.000007    | 8.9×10−8  | محتمل                                                                                         | سام إذا كان بكميات أعلى                       | 15                 |
| 3     | ليثيوم    | 31×10−9       | 0.000007    | 0.0000015 | نعم (تلازم متبادل مع وظائف عدة إنزيم، هرمون وفيتامين)                                         | سام إذا كان بكميات أعلى                       | 1                  |
| 80    | زئبق      | 190×10−9      | 0.000006    | 8.9×10−8  | لا                                                                                            | سام                                           | 12                 |
| 55    | سيزيوم    | 21×10−9       | 0.000006    | 1.0×10−7  | لا                                                                                            |                                               | 1                  |
| 42    | موليبدنوم | 130×10−9      | 0.000005    | 4.5×10−8  | نعم (متلا ناقل أوكسو الموليبدنوم، أوكسيداز الزانثين وأكسيداز سلفيت)                           |                                               | 6                  |
| 32    | جرمانيوم  |               | 5×10−6      |           | لا                                                                                            |                                               | 14                 |
| 27    | كوبالت    | 21×10−9       | 0.000003    | 3.0×10−7  | نعم (cobalamin, B12)                                                                          |                                               | 9                  |
| 51    | إثمد      | 110×10−9      | 0.000002    |           | لا                                                                                            | سام                                           | 15                 |
| 47    | فضة       | 10×10−9       | 0.000002    |           | لا                                                                                            |                                               | 11                 |
| 41    | نيوبيوم   | 1600×10−9     | 0.0000015   |           | لا                                                                                            |                                               | 5                  |
| 40    | زركونيوم  | 6×10−6        | 0.000001    | 3.0×10−7  | لا                                                                                            |                                               | 4                  |
| 57    | لانثانوم  | 1370×10−9     | 8×10−7      |           | لا                                                                                            |                                               |                    |
| 52    | تيلوريوم  | 120×10−9      | 7×10−7      |           | لا                                                                                            |                                               | 16                 |
| 31    | غاليوم    |               | 7×10−7      |           | لا                                                                                            |                                               | 13                 |
| 39    | إتريوم    |               | 6×10−7      |           | لا                                                                                            |                                               | 3                  |
| 83    | بزموت     |               | 5×10−7      |           | لا                                                                                            |                                               | 15                 |
| 81    | ثاليوم    |               | 5×10−7      |           | لا                                                                                            | شديدة السمية                                  | 13                 |
| 49    | إنديوم    |               | 4×10−7      |           | لا                                                                                            |                                               | 13                 |
| 79    | ذهب       | 3×10−9        | 2×10−7      | 3.0×10−7  | لا                                                                                            | الجسيمات النانوية غير المطلية ربما سمية جينية | 11                 |
| 21    | سكانديوم  |               | 2×10−7      |           | لا                                                                                            |                                               | 3                  |
| 73    | تانتالوم  |               | 2×10−7      |           | لا                                                                                            |                                               | 5                  |
| 23    | فاناديوم  | 260×10−9      | 1.1×10−7    | 1.2×10−8  | ربما عامل نمو (العظام)                                                                        |                                               | 5                  |
| 90    | ثوريوم    |               | 1×10−7      |           | لا                                                                                            | سامة, مشع                                     |                    |
| 92    | يورانيوم  |               | 1×10−7      | 3.0×10−9  | لا                                                                                            | سامة, مشع                                     |                    |
| 62    | ساماريوم  |               | 5.0×10−8    |           | لا                                                                                            |                                               |                    |
| 74    | تنجستن    |               | 2.0×10−8    |           | لا                                                                                            |                                               | 6                  |
| 4     | بيريليوم  |               | 3.6×10−8    | 4.5×10−8  | لا                                                                                            | سامة إذا كانت بكميات أعلى                     | 2                  |
| 88    | راديوم    |               | 3×10−14     | 1×10−17   | لا                                                                                            | سامة, مشع                                     | 2                  |

*Iron = ~3 غ عند الرجال, ~2.3 g عند النساء

## الجزيئات
يتم التعبير عن تركيبة جسم الإنسان من حيث المواد الكيميائية التالية :
- ماء
- البروتينات - بما في ذلك الشعر والنسيج الضام، إلخ.
- الدهون (أو ليبيدات)
- هيدروكسيل أباتيت في العظام
- الكربوهيدرات (مثل الغلايكوجين والجلوكوز).
- الحمض النووي
- الأيونات الغير العضوية المذابة مثل الصوديوم، البوتاسيوم، الكلوريد، البيكربونات، الفوسفات
- الغازات مثل الأكسجين، ثاني أكسيد الكربون، أكسيد النيتروجين، الهيدروجين، أول أكسيد الكربون، أسيتالدهيد، الفورمالديهايد، ميثانيثيول. ويمكن حل هذه الغازات الموجودة في الرئتين أو الأمعاء. يتم إنتاج الإيثان والبنتان بواسطة جذور الأكسجين الحرة.[26]
- العديد من الجزيئات الصغيرة الأخرى، مثل الأحماض الأمينية، الأحماض الدهنية، القواعد النووية،النيوكليوسيد، النيوكليوتيدات، الفيتامينات والعوامل المساعدة.
- الجذور الكيميائية مثل أيون فوق الأكسيد والهيدروكسيل والهيدروبيروكسيل.

يمكن رؤية تكوين جسم الإنسان على مقياس ذري وجزيئي كما هو موضح في هذه المقالة.
المحتويات الجزيئية الإجمالية المقدرة لخلية بشرية نموذجية 20 ميكرومتر هي كما يلي:
| الجزيء                | نسبة الكتلة | وزن الجزيء (دالتون) | الجزيئات  | نسبة الجزيئات |
| --------------------- | ----------- | ------------------- | --------- | ------------- |
| ماء                   | 65          | 18                  | 1.74×1014 | 98.73         |
| مركبات غير عضوية أخرى | 1.5         | N/A                 | 1.31×1012 | 0.74          |
| ليبيدات               | 12          | N/A                 | 8.4×1011  | 0.475         |
| مركبات عضوية أخرى     | 0.4         | N/A                 | 7.7×10    | 0.044         |
| بروتين                | 20          | N/A                 | 1.9×10    | 0.011         |
| حمض نووي ريبوزي       | 1.0         | N/A                 | 5×107     | 3×10−5        |
| الحمض النووي          | 0.1         | 1×1011              | 46*       | 3×10−11       |

## الأنسجة
يمكن التعبير عن تركيبة جسم الإنسان أيضًا من حيث أنواع المواد المختلفة، مثل:
- العضلات
- النسيج دهني
- العظام والأسنان
- النسيج العصبي (الدماغ والأعصاب)
- الهرمونات
- النسيج الضام
- سوائل الجسم (دم، لمف، بول)
- محتويات الجهاز الهضمي، بما في ذلك الغازات المعوية
- النسيج الطلائي

### التكوين حسب نوع الخلية
هناك العديد من أنواع البكتيريا والكائنات الحية الدقيقة الأخرى التي تعيش على أو داخل جسم الإنسان السليم. في الواقع، ٪90 من الخلايا الموجودة في جسم الإنسان (أو فوقه) هي ميكروبات، يختلف عددها (حسب الكتلة أو الحجم). تعد هذه العلاقة التكافلية ضرورية لصحة الإنسان. وتسمى تلك البكتيريا التي لا تساعد ولا تؤذي البشر بالكائنات المتعايشة.